# Udo Dirkschneider
Udo Dirkschneider (Wuppertal, Njemačka, 6. travnja 1952.) je njemački pjevač i glazbenik, najpoznatiji kao pjevač njemačkog heavy metal-sastava Accept. Kad je napustio Accept 1987. osnovao je sastav U.D.O. gdje svira do danas.

## Diskografija
Accept
- Accept (1979.)
- I'm a Rebel (1980.)
- Breaker (1981.)
- Restless and Wild (1982.)
- Balls to the Wall (1983.)
- Metal Heart (1985.)
- Russian Roulette (1986.)
- Objection Overruled (1993.)
- Death Row (1994.)
- Predator (1996.)

U.D.O.
- Animal House (1987.)
- Mean Machine (1989.)
- Faceless World (1990.)
- Timebomb (1991.)
- Solid (1997.)
- No Limits (1998.)
- Holy (1999.)
- Man and Machine (2002.)
- Thunderball (2004.)
- Mission No. X (2005.)
- Mastercutor (2007.)
- Dominator (2009.)
- Rev-Raptor (2011.)
- Steelhammer (2013.)
- Decadent (2015.)
- Steelfactory (2018.)
- We Are One (2020.)
- Game Over (2021.)
- Touchdown (2023.)